# Нижнекучукский сельсовет
Нижнекучукский сельсовет — муниципальное образование со статусом сельского поселения и административно-территориальное образование в Благовещенском районе Алтайского края России. Административный центр — село Нижний Кучук.

## Население
| 1997 | 1998 | 1999 | 2000 | 2001 | 2002 |
| ---- | ---- | ---- | ---- | ---- | ---- |
| 756  | ↘723 | ↘688 | ↗723 | ↗730 | ↘718 |
| 2003 | 2004 | 2005 | 2006 | 2007 | 2008 |
| ↘707 | ↘690 | ↘684 | ↗688 | ↘684 | ↘627 |
| 2009 | 2010 | 2011 | 2012 | 2013 | 2014 |
| ↗661 | ↘558 | ↘556 | ↘533 | ↘512 | ↘508 |
| 2015 | 2016 | 2017 | 2018 | 2019 | 2020 |
| ↘484 | ↘464 | ↗468 | ↘452 | ↘439 | ↘433 |
| 2021 |      |      |      |      |      |
| ↗441 |      |      |      |      |      |

По результатам Всероссийской переписи населения 2010 года, численность населения муниципального образования составила 558 человек, в том числе 273 мужчины и 285 женщин. Оценка Росстата на 1 января 2012 года — 533 человека.

## Населённые пункты
В состав сельского поселения входит один населённый пункт — село Нижний Кучук.